# St. Georg (Niederpframmern)
Die römisch-katholische Kapelle St. Georg steht in Niederpframmern, einem Gemeindeteil von Oberpframmern im oberbayerischen Landkreis Ebersberg. Sie ist in der Liste der Baudenkmäler in Oberpframmern als Baudenkmal unter der Nr. D-1-75-131-9 eingetragen. Die Kirche gehört zum Erzbistum München und Freising.

## Beschreibung
Die barocke Kapelle St. Georg in Niederpframmern wurde Ende des 17. Jahrhunderts gebaut. Sie ist ein mit Lisenen gegliederter achteckiger Zentralbau, bedeckt mit einem Zeltdach, auf dem eine Laterne sitzt. 
Auf dem Altarretabel des ursprünglich für eine andere Kirche vorgesehenen Hochaltars ist der heilige Georg zu Pferd im Kampf mit dem Drachen dargestellt, flankiert von Skulpturen der heiligen Apollonia von Alexandria und der heiligen Ursula von Köln. Der Altarauszug darüber zeigt Gott Vater mit der Weltkugel und einem dreieckigen Heiligenschein als Symbol für die Trinität, daneben rechts und links Skulpturen zweier weiblicher Märtyrinnen.